# Licitar
Licitar (l. mn. licitari) – rodzaj tradycyjnych, bogato zdobionych kolorowych pierników, których produkcja jest szeroko rozpowszechniona w północnej Chorwacji wśród lokalnych rzemieślników piernikarzy.

## Historia

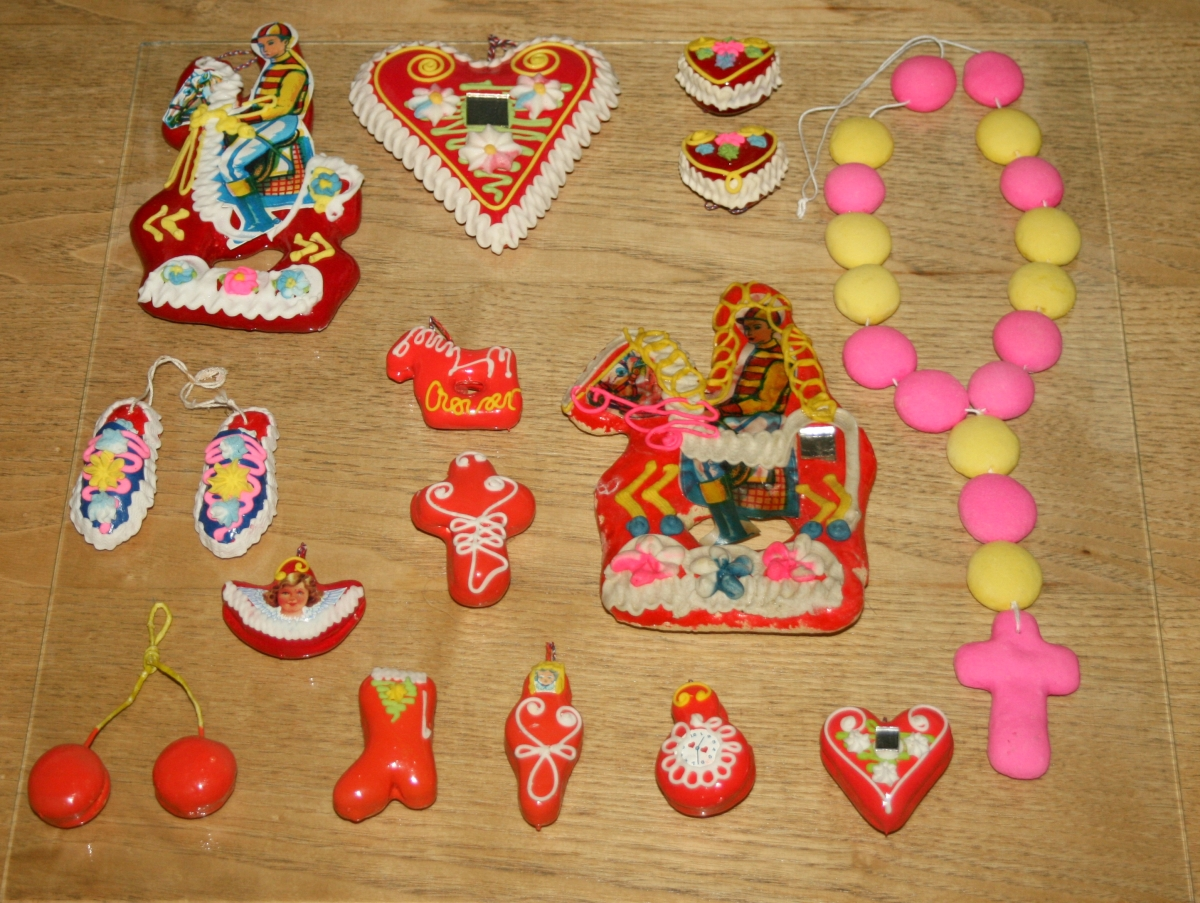
Różne rodzaje licitarów na ekspozycji w Muzeum Etnograficzne w Zagrzebiu w Zagrzebiu (2009)

Tradycja wyrobu pierników pojawiła się w niektórych klasztorach na terenie Europy Środkowej już w średniowieczu. Na obszarze Alp Wschodnich wypiek pierników szybko stał się rzemiosłem, które w XIII wieku rozprzestrzeniło się m.in. na północne (panońskie) tereny Chorwacji. Z XVII wieku pochodzą najstarsze dokumenty zawierające nazwiska wytwórców. Pierwotnie rzemiosłem tym zajmowali się wyłącznie mężczyźni, jednak od XX wieku w procesie produkcji oraz sprzedaży pierników biorą udział również kobiety.
W 2010 roku sztuka wyrobu pierników z północnej Chorwacji (chorw. Medičarski obrt u Sjevernoj Hrvatskoj) wpisana została na listę reprezentatywną niematerialnego dziedzictwa kulturowego UNESCO. Tradycja figuruje również w Rejestrze Dóbr Kultury Republiki Chorwacji (chorw. Registar kulturnih dobara Republike Hrvatske) – nr rej. Z-3353.
Podobny rodzaj piernika wytwarzany jest też w sąsiedniej Słowenii pod nazwą lect.

## Charakterystyka

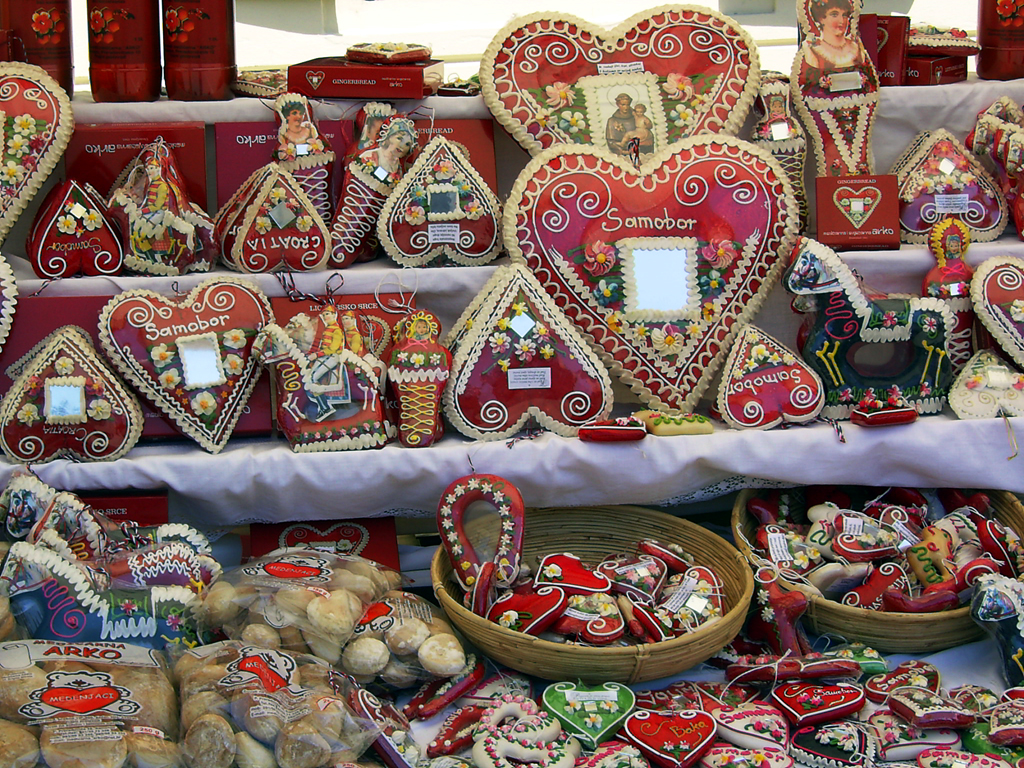
Pamiątkowe licitary na straganie w Samoborze (2009)

Sztuka wyrobu tradycyjnych pierników jest szeroko rozpowszechniona w całej północnej Chorwacji, obejmując tereny trzynastu żupanii: krapińsko-zagorskiej, varażdińskiej, karlowackiej, sisacko-moslawińskiej, kopriwnicko-kriżewczyńskiej, bielowarsko-bilogorskiej, pożedzko-slawońskiej, osijecko-barańskiej, zagrzebskiej, medzimurskiej, virowiticko-podrawskiej, vukowarsko-srijemskiej i brodzko-posawskiej oraz stołecznego Zagrzebia.
Rzemieślników zajmujących się wyrobem licitarów określa się mianem medičar. Oprócz pieczenia pierników zajmują się oni także wyrobem świec, wotów dziękczynnych i upominków z wosku pszczelego sprzedawanych głównie na jarmarkach oraz miodów pitnych (gvirc) i słodkiej miodowej rakii (medica).

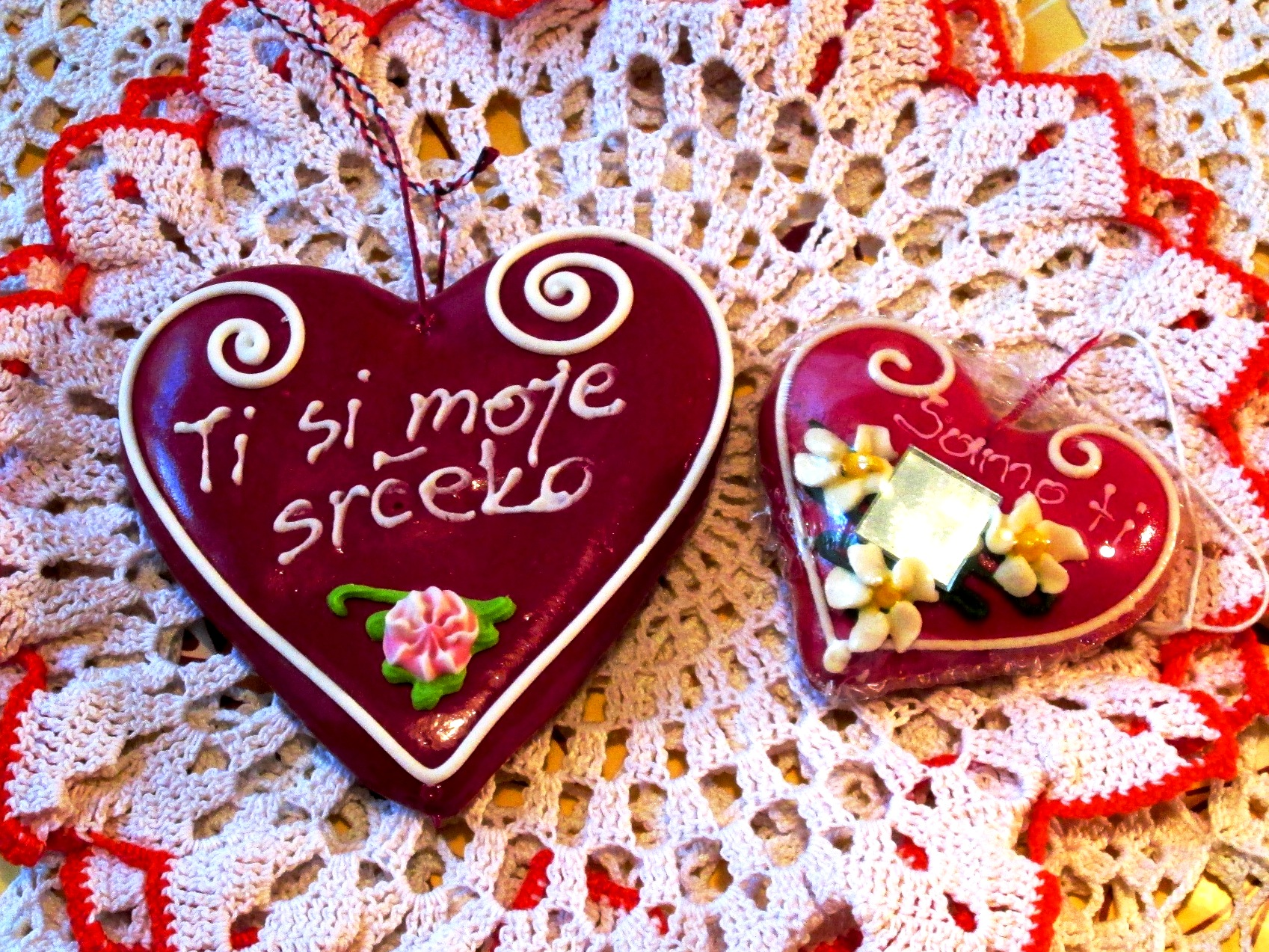
Licitary z wyznaniem miłości (2013)

Głównymi składnikami ciasta piernikowego są woda, mąka (żytnia, pszenna lub ziemniaczana), cukier, miód, proszek do pieczenia i przyprawy. Ręcznie ugniecione ciasto niegdyś było formowane przy użyciu drewnianych foremek, współcześnie stosuje się głównie foremki metalowe. Po upieczeniu ciasteczka są suszone, a następnie ręcznie malowane jadalnymi farbami (głównie czerwoną, ale także żółtą, białą, zieloną i niebieską) i dekorowane. Każdy medičar przyozdabia pierniki na swój sposób, często niewielkimi obrazkami, lusterkami, krótkimi wierszykami i przesłaniami. Licitary mają różne kształty, m.in. dzieci, ptaszków, koników, jeźdźców, wianków, podków, grzybków, sakiewek, gwiazdek, domków, zegarków czy różańców, jednak najpopularniejszy i najczęściej spotykany jest motyw serca. Taki motyw często przygotowywany jest z okazji wesela i jest ozdabiane imionami nowożeńców i datą ślubu. Zwyczaj dawania w prezencie licitara w kształcie serca jako sposób wyrażania uczuć zakochanych jest głęboko zakorzeniony w chorwackiej kulturze; odnosi się do niego balet Licitarsko srce autorstwa Krešimira Baranovicia z 1924 roku.
Tradycja wyrobu pierników przekazywana jest z pokolenia na pokolenie głównie w rodzinach; przepis na licitary w każdej z nich jest pilnie strzeżoną tajemnicą. Wypieki te stały się ważnym symbolem chorwackiej tożsamości, sprzedawane są na jarmarkach, festynach, odpustach oraz jako pamiątki, a w okresie bożonarodzeniowym stanowią ozdoby choinkowe. W 2002 roku licitary zdobiły nawet choinkę na Placu Świętego Piotra oraz Aulę Pawła VI w Watykanie.